# 贠小苏
贠小苏（1950年11月—），男，汉族，河南陕县人，中华人民共和国政治人物，曾任甘肃省人民政府副省长，国土资源部副部长。